# مدیریت نیازمندی‌ها
مدیریت نیازمندی‌ها (انگلیسی: Requirements management) یا مدیریت نیازها، در مدیریت پروژه، به فرایند مستندسازی، تحلیل نیازمندی‌ها، ردیابی، اولویت بندی و توافق در مورد الزامات و سپس کنترل تغییر و ارتباط با ذینفعان اطلاق می‌شود. این یک فرایند مداوم در طول چرخه عمر یک پروژه است، که نیازمندی‌های مربوط به نتیجه پروژه (محصول یا خدمات) را تأمین می‌کند.